# 욕심

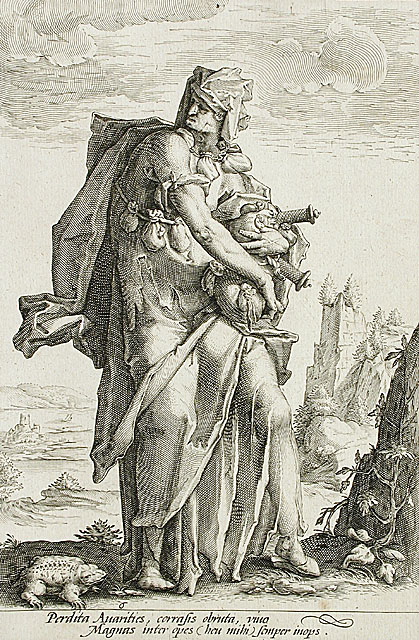

욕심(慾心, greed)의 한자를 보면 '慾' 자는 바랄 욕 자(欲) 아래에 마음 심 자(心)가 있는 형태이다. 따라서 욕심이란 무언가를 바라는 마음, 얻고자 하는 마음을 뜻한다.